# Mount Longonots nationalpark
Mount Longonots nationalpark är en nationalpark kring vulkanen Longonot i Kenya. Parken ligger strax söder om Naivasha i Rift Valley och omkring nio mil norr om Nairobi.
Från nationalparkens entré går en stig upp till och runt längs vulkanens krater. I området finns bland annat zebror, antiloper, giraffer och bufflar.
Klimatet i parken är vamrt och torrt, med en genomsnittlig årsnederbörd på mellan 510 och 760 millimeter regn. den årliga genomsnittliga maxtemperaturen ligger mellan 26 och 30 grader.
Vulkanen Longonot fick sitt senaste utbrott 1860.